# Чкаловск-Западный
Чкаловск-Западный — железнодорожная станция, расположенная в одноимённом микрорайоне города Калининград. Станция обслуживает пассажирские электропоезда в направлении Светлогорска.

## История
Станция начала действовать 14 июля 1900 года, одновременно с торжественным открытием движения по железной дороге Кёнигсберг (Калининград) — Раушен (Светлогорск). Первоначальное немецкое название станции — нем. Tannenwalde.

## Происшествия
2 января 2002 г. в 12 час 47 мин на железнодорожном переезде в пределах станции Чкаловск Калининградской ж.д., пересекающем 2 пути, обслуживаемом дежурным по станции, совмещающей обязанности дежурного по переезду, допущен на 2-м приёмо-отправочном пути сход с рельсов головного вагона электропоезда № 6704 одной тележкой при скорости 32 км/ч из-за напрессовки снега и льда в желобах контррельсов на переезде. Указанный переезд находится на балансе дистанции пути. Пассажиры и локомотивная бригада не пострадали.